# Rally de Suecia de 2016
El Rally de Suecia de 2016, oficialmente 64th Rally Sweden, fue la 64.ª edición y la segunra ronda de la temporada 2017 del Campeonato Mundial de Rally. Se disputó entre el 12 y 14 de febrero de 2016. Fue también la segunda de los campeonatos WRC 2 y WRC 3.
Debido a la falta de nieve en la zona, se cancelaron un total de nueve tramos, algunos incluso antes del arranque de la prueba, por lo que solo se completaron 12 tramos.

## Itinerario
| Día   | Tramo | Nombre                       | Distancia | Ganador            | Automóvil             | Tiempo    | Líder           |
| ----- | ----- | ---------------------------- | --------- | ------------------ | --------------------- | --------- | --------------- |
| Día 1 | SS1   | Karlstad Super-Special 1     | 1.90 km   | Cancelado          | Cancelado             | Cancelado | Cancelado       |
| Día 1 | SS2   | Torsby 1                     | 16.48 km  | Sébastien Ogier    | Volkswagen Polo R WRC | 8:53.0    | Sébastien Ogier |
| Día 1 | SS3   | / Röjden 1                   | 18.47 km  | Sébastien Ogier    | Volkswagen Polo R WRC | 9:32.3    | Sébastien Ogier |
| Día 1 | SS4   | Svullrya 1                   | 24.23 km  | Sébastien Ogier    | Volkswagen Polo R WRC | 12:47.9   | Sébastien Ogier |
| Día 1 | SS5   | Kirkenær 1                   | 7.07 km   | Cancelado          | Cancelado             | Cancelado | Sébastien Ogier |
| Día 1 | SS6   | Kirkenær 2                   | 7.07 km   | Cancelado          | Cancelado             | Cancelado | Sébastien Ogier |
| Día 1 | SS7   | Svullrya 2                   | 24.23 km  | Kris Meeke         | Citroën DS3 WRC       | 12:44.2   | Sébastien Ogier |
| Día 1 | SS8   | / Röjden 2                   | 18.47 km  | Hayden Paddon      | Hyundai i20 WRC       | 9:52.8    | Sébastien Ogier |
| Día 1 | SS9   | Torsby 2                     | 16.48 km  | Hayden Paddon      | Hyundai i20 WRC       | 8:56.6    | Sébastien Ogier |
| Día 2 | SS10  | Fredriksberg 1               | 18.19 km  | Sébastien Ogier    | Volkswagen Polo R WRC | 9:43.4    | Sébastien Ogier |
| Día 2 | SS11  | Rämmen 1                     | 22.76 km  | Cancelado          | Cancelado             | Cancelado | Sébastien Ogier |
| Día 2 | SS12  | Vargåsen 1                   | 24.70 km  | Jari-Matti Latvala | Volkswagen Polo R WRC | 12:56.7   | Sébastien Ogier |
| Día 2 | SS13  | Fredriksberg 2               | 18.9 km   | Cancelado          | Cancelado             | Cancelado | Sébastien Ogier |
| Día 2 | SS14  | Rämmen 2                     | 22.76 km  | Jari-Matti Latvala | Volkswagen Polo R WRC | 11:03.2   | Sébastien Ogier |
| Día 2 | SS15  | Hagfors Sprint               | 1.87 km   | Cancelado          | Cancelado             | Cancelado | Sébastien Ogier |
| Día 2 | SS16  | Vargåsen 2                   | 24.70 km  | Sébastien Ogier    | Volkswagen Polo R WRC | 12:48.8   | Sébastien Ogier |
| Día 2 | SS17  | Karlstad Super-Special 2     | 1.90 km   | Jari-Matti Latvala | Volkswagen Polo R WRC | 1:34.9    | Sébastien Ogier |
| Día 3 | SS18  | Lesjöfors 1                  | 15.00 km  | Cancelado          | Cancelado             | Cancelado | Sébastien Ogier |
| Día 3 | SS19  | Värmullsåsen 1               | 15.87 km  | Cancelado          | Cancelado             | Cancelado | Sébastien Ogier |
| Día 3 | SS20  | Lesjöfors 2                  | 15.00 km  | Cancelado          | Cancelado             | Cancelado | Sébastien Ogier |
| Día 3 | SS21  | Värmullsåsen 2 (Power stage) | 15.87 km  | Sébastien Ogier    | Volkswagen Polo R WRC | 7:42.7    | Sébastien Ogier |

## Resultados
| Pos.     | No. | Piloto              | Copiloto            | Equipo                           | Automóvil             | Tiempo    | Diferencia | Puntos |
| WRC      | WRC | WRC                 | WRC                 | WRC                              | WRC                   | WRC       | WRC        | WRC    |
| -------- | --- | ------------------- | ------------------- | -------------------------------- | --------------------- | --------- | ---------- | ------ |
| 1        | 1   | Sébastien Ogier     | Julien Ingrassia    | Volkswagen Motorsport            | Volkswagen Polo R WRC | 1:59:47.4 | 0.0        | 28     |
| 2        | 4   | Hayden Paddon       | John Kennard        | Hyundai Motorsport               | Hyundai i20 WRC       | 2:00:17.2 | +29.8      | 18     |
| 3        | 5   | Mads Østberg        | Ola Fløene          | M-Sport World Rally Team         | Ford Fiesta RS WRC    | 2:00:43.0 | +55.6      | 15     |
| 4        | 9   | Andreas Mikkelsen   | Anders Jæger        | Volkswagen Motorsport II         | Volkswagen Polo R WRC | 2:00:58.2 | +1:10.8    | 14     |
| 5        | 12  | Ott Tänak           | Raigo Mõlder        | DMACK World Rally Team           | Ford Fiesta RS WRC    | 2:01:38.1 | +1:50.7    | 10     |
| 6        | 20  | Dani Sordo          | Marc Martí          | Hyundai Motorsport N             | Hyundai i20 WRC       | 2:02:11.4 | +2:24.0    | 8      |
| 7        | 16  | Henning Solberg     | Ilka Minor          | Adapta Motorsport                | Ford Fiesta RS WRC    | 2:02:27.4 | +2:40.0    | 6      |
| 8        | 15  | Craig Breen         | Scott Martin        | Abu Dhabi Total World Rally Team | Citroën DS3 WRC       | 2:02:32.0 | +2:44.6    | 4      |
| 9        | 44  | Elfyn Evans         | Craig Parry         | M-Sport World Rally Team         | Ford Fiesta R5        | 2:05:04.4 | +5:17.0    | 2      |
| 10       | 83  | Teemu Suninen       | Mikko Markkula      | Team Oreca                       | Škoda Fabia R5        | 2:05:19.0 | +5:31.6    | 1      |
| 23       | 7   | Kris Meeke          | Paul Nagle          | Abu Dhabi Total World Rally Team | Citroën DS3 WRC       | 2:13:44.2 | +13:56.8   | 1      |
| WRC-2    |     |                     |                     |                                  |                       |           |            |        |
| 1 (9.)   | 44  | Elfyn Evans         | Craig Parry         | M-Sport World Rally Team         | Ford Fiesta R5        | 2:05:04.4 | 0.0        | 25     |
| 2 (11.)  | 32  | Pontus Tidemand     | Jonas Andersson     | Škoda Motorsport                 | Škoda Fabia R5        | 2:05:19.1 | +14.7      | 18     |
| 3 (12.)  | 31  | Esapekka Lappi      | Janne Ferm          | Škoda Motorsport                 | Škoda Fabia R5        | 2:06:55.3 | +1:50.9    | 15     |
| 4 (13.)  | 51  | Anders Grøndal      | Miriam Walfridsson  | Anders Grøndal                   | Ford Fiesta R5        | 2:06:57.4 | +1:53.0    | 12     |
| 5 (15.)  | 34  | Eyvind Brynildsen   | Anders Fredriksson  | M-Sport World Rally Team         | Ford Fiesta R5        | 2:07:34.9 | +2:30.5    | 10     |
| 6 (16.)  | 45  | Ole Christian Veiby | Stig Rune Skjærmoen | Printsport                       | Škoda Fabia R5        | 2:07:45.0 | +2:40.6    | 8      |
| 7 (17.)  | 47  | Emil Bergkvist      | Joakim Sjöberg      | Emil Bergkvist                   | Citroën DS3 R5        | 2:07:45.9 | +2:41.5    | 6      |
| 8 (18.)  | 46  | Marius Aasen        | Veronica Engan      | Drive DMACK Trophy Team          | Ford Fiesta R5        | 2:08:07.8 | +3:03.4    | 4      |
| 9 (20.)  | 38  | Simone Tempestini   | Matteo Chiarcossi   | Napoca Rally Academy             | Ford Fiesta R5        | 2:09:58.9 | +4:54.5    | 2      |
| 10 (25.) | 43  | Radik Shaymiev      | Maxim Tzvetkov      | TAIF Motorsport                  | Ford Fiesta R5        | 2:15:56.7 | +10:52.3   | 1      |
| WRC-3    |     |                     |                     |                                  |                       |           |            |        |
| 1 (35.)  | 61  | Michel Fabre        | Maxime Vilmot       | Saintéloc Junior Team            | Citroën DS3 R3T       | 2:41:39.5 | 0.0        | 25     |